# Litauische Eishockeyliga 2001/02
Die Saison 2001/02 war die elfte Spielzeit der litauischen Eishockeyliga, der höchsten litauischen Eishockeyspielklasse. Meister wurde zum ersten Mal in der Vereinsgeschichte überhaupt Garsu Pasaulis Vilnius.

## Modus
In der Hauptrunde absolvierte jede der fünf Mannschaften insgesamt 16 Spiele. Die vier bestplatzierten Mannschaften qualifizierten sich für die Playoffs, in denen der Meister ausgespielt wurde. Für das Playoff-Finale direkt qualifiziert war der SC Energija. Für einen Sieg erhielt jede Mannschaft drei Punkte, bei einem Unentschieden gab es ein Punkt und bei einer Niederlage null Punkte.

## Hauptrunde
|    | Klub                       | Sp | S  | OTS | U | OTN | N  | Tore   | Punkte |
| -- | -------------------------- | -- | -- | --- | - | --- | -- | ------ | ------ |
| 1. | Garsu Pasaulis Vilnius     | 16 | 14 | 1   | 0 | 0   | 1  | 175:38 | 44     |
| 2. | Ledo Arena Kaunas          | 16 | 10 | 0   | 1 | 0   | 5  | 122:57 | 31     |
| 3. | Galve Trakai               | 16 | 7  | 0   | 0 | 0   | 9  | 92:115 | 21     |
| 4. | Jauniai Elektrenai         | 16 | 4  | 0   | 1 | 1   | 10 | 65:114 | 14     |
| 5. | Ledowaja Arena Kaliningrad | 16 | 3  | 0   | 0 | 0   | 13 | 44:174 | 9      |

Sp = Spiele, S = Siege, U = unentschieden, N = Niederlagen, OTS = Overtime-Siege, OTN = Overtime-Niederlage, SOS = Penalty-Siege, SON = Penalty-Niederlage

## Playoffs

### Viertelfinale
- Galve Trakai – Ledo Arena Kaunas 8:5/3:3 n. V.
- Garsu Pasaulis Vilnius – Jauniai Elektrenal 19:2/12:2

### Halbfinale
- Galve Trakai – Garsu Pasaulis Vilnius 0:5 Wertung/0:5 Wertung

### Finale
- Garsu Pasaulis Vilnius – SC Energija 7:6 n. P.